# Mekarjaya (Cikalongkulon)
Mekarjaya is een bestuurslaag in het regentschap Cianjur van de provincie West-Java, Indonesië. Mekarjaya telt 5024 inwoners (volkstelling 2010).